# Biserica Cașin
Biserica Cașin (numită uneori Mănăstirea Cașin) este o biserică ortodoxă din București. Biserică a Parohiei Parcul Domeniilor-Cașin din București, după cum îi este numele oficial, lăcașul de cult se află pe Bulevardul Mărăști din sectorul 1, în apropiere de Arcul de Triumf, și este închinat Sfinților Arhangheli Mihail și Gavriil, dar și Sfintei Mari Mucenițe Ecaterina.

## Originea denumirii
Biserica mai este cunoscută și sub denumirea de „Mănăstirea Cașin” sau „Biserica Mănăstirii Cașin”", datorită unei străzi adiacente bisericii parohiale, care a purtat numele localității Mănăstirea Cașin, din județul Bacău, unde s-au purtat lupte în Primul Război Mondial, între anii 1914-1916.

## Istoric
După Primul Război Mondial, Bucureștiul a început să se extindă. Astfel, în partea de nord a capitalei s-a înființat un nou cartier, format prin parcelarea moșiei Herăstrău în locuri de casă cumpărate de funcționarii Ministerului de Agricultură și Domenii. Noii locuitori aveau nevoie și de un lăcaș de cult, astfel în anul 1935 s-a constituit un consiliu parohial format din personalități ale vremii, care i-a inclus pe Gheorghe Ionescu-Șișești, profesor la Institutul de Cercetări Agronomice al României, scriitorul Vasile Militaru și arhitectul I. Bălănescu. Prin stăruința părintelui paroh Dumitru I. Manta, fondurile pentru proiect au fost obținute prin donații importante de la Ministerul Agriculturii și Domeniilor și prin subscripțiile credincioșilor și ale instituțiilor. Mai multe donații au venit de la generalul Ion Antonescu.
Dimitrie Ionescu-Berechet, arhitect șef al Patriarhiei Române, a câștigat un concurs pentru proiectul bisericii, care urma să fie construită pe un teren donat de Primăria Municipiului București. Piatra de temelie a fost pusă în 23 august 1935 și structura a fost terminată complet în 15 noiembrie 1938. Apoi munca s-a oprit din cauza celui de-al Doilea Război Mondial, dar a fost reluată între 1946-1959.
Iconostasul din marmură și alabastru, cu icoane din mozaic, a fost făcut între 1952-1959, în urma planurilor arhitectului Ionescu-Berechet și cu contribuții ale artiștilor Ion Dimitriu-Bârlad, Constantin Baraschi și Mihai Wagner.
Între anii 1956-1960, Biserica Cașin a fost închisă de către autoritățile comuniste, arhiva a fost confiscată, iar preotul Dumitru Manta a fost trimis în închisoare. În anul 1960 biserica a fost redeschisă, prin strădaniile preotului paroh Alexandru Ionescu, vicar-administrativ eparhial al Arhiepiscopiei Bucureștilor.
Între 1962-1971, pereții și podelele au fost acoperite cu plăci mari de marmură albe și roze, a fost instalat un balcon pentru cor, și icoane mari din mozaic de sticlă de Murano plasate la nivelul ochilor de-a lungul pereților.
Reparații s-au făcut și între 2002-2003, iar în 2010 s-au încheiat lucrările de renovare exterioară, adică acoperirea bisericii cu tablă de cupru, refacerea fațadelor, și renovarea interioară prin instalarea circuitelor electrice și punerea la punct a sistemului de iluminat.
Începând cu anul 2007, biserica parohiei Parcul Domenii a fost ridicată la rangul de Paraclis patriarhal.

## Descriere
Biserica combină stilul brâncovenesc, cu coloane la intrare, cu arhitectura bizantină, așa cum se vede în mozaicuri, planul de cruce greacă centrat și interiorul înalt și spațios. Cu un plan de bază triconc de mari dimensiuni, măsurând 42 de metri lungime și 29 de metri în lățime, biserica are trei abside, iar cea mai mare cupolă ajunge la înălțimea de 50 de metri. Suprafața sa este de 780 m2. Absida altarului este semicirculară și este înconjurată de un portic deschis, arcuit. Un dom mare poligonal se ridică deasupra naosului; ferestrele sunt arcuite și biserica are coloane mici peste tot în jurul ei. Patru turle mai mici octogonale similare înconjoară turla principală. Pronaosul este exprimat spre fațada de vest printr-o mare arcadă, în centrul căreia este dispus un mozaic amplu cu icoana hramului, Sfinții Arhangheli Mihail și Gavriil, înconjurat de un ancadrament ornamentat.
Monumentalitatea bisericii este accentuată de ridicarea ei de la sol pe un pachet de douăsprezece trepte de piatră peste care se înalță pridvorul deschis. Acesta este înconjurat de cinci arcade frontale și două laterale susținute de perechi de coloane scurte de marmură albă, decorate în spirală sau cu solzi, după modele vechi românești. Peretele exterior din stânga și din dreapta ușilor de intrare este, de asemenea placat cu marmură și, mai sus, împodobit cu icoane din mozaic. Ușile de intrare au basoreliefuri turnate în bronz, reprezentându-i pe Sfinții Petru și Pavel și pe Sfinții Arhangheli Mihail și Gavriil.
Ca de obicei în bisericile ortodoxe, interiorul domului principal este pictat cu Hristos Pantocrator. Arcadele și pereții altarului sunt decorate în întregime în sticlă de Murano, o premieră pentru România. Absida altarului, vizibil ridicat, apare luminată în verde, în contrast cu marmura albă cu care este placată catepeteasma.

## Galerie

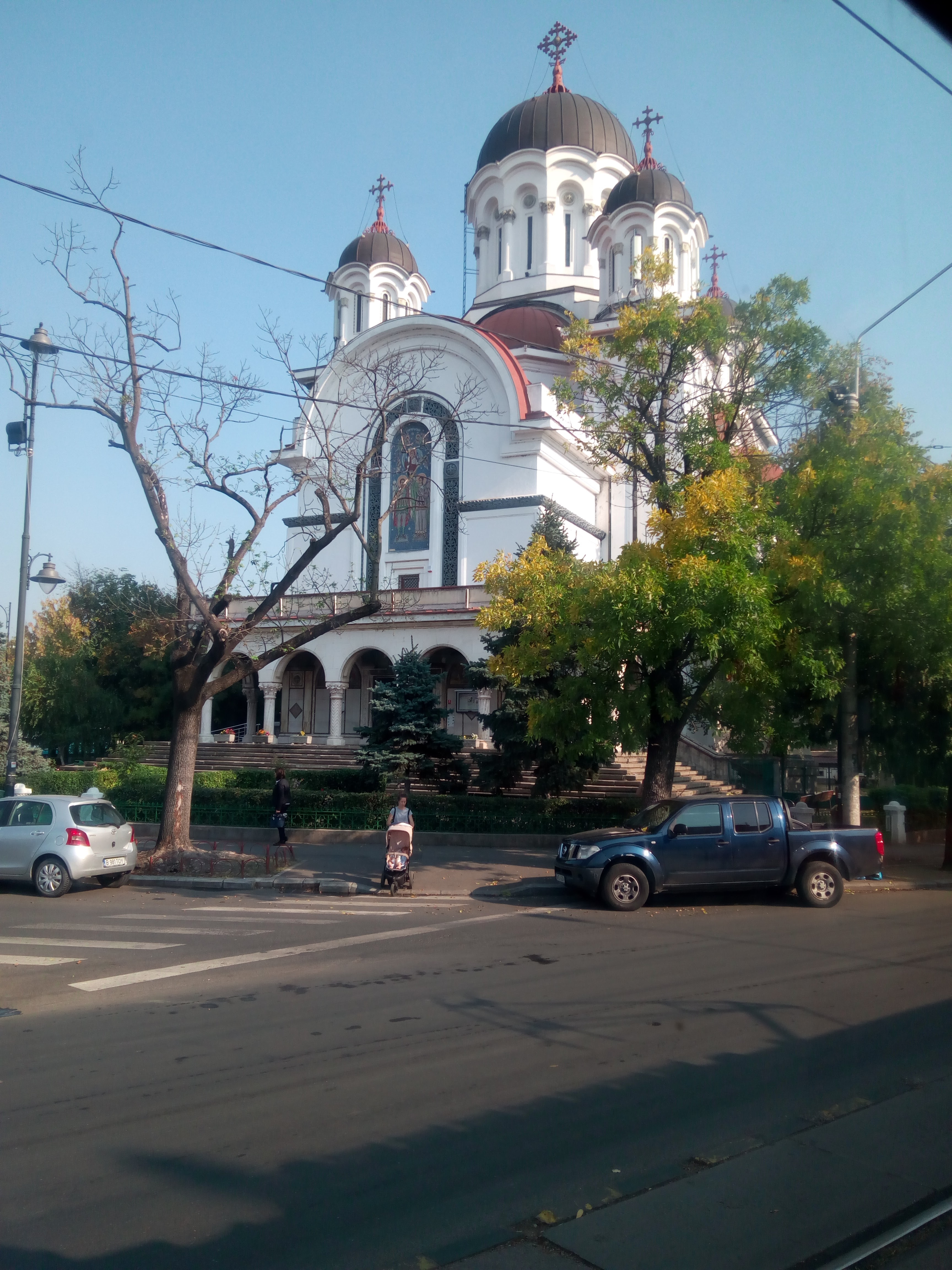
Vedere dinspre Bd. Mărăști, Sectorul 1
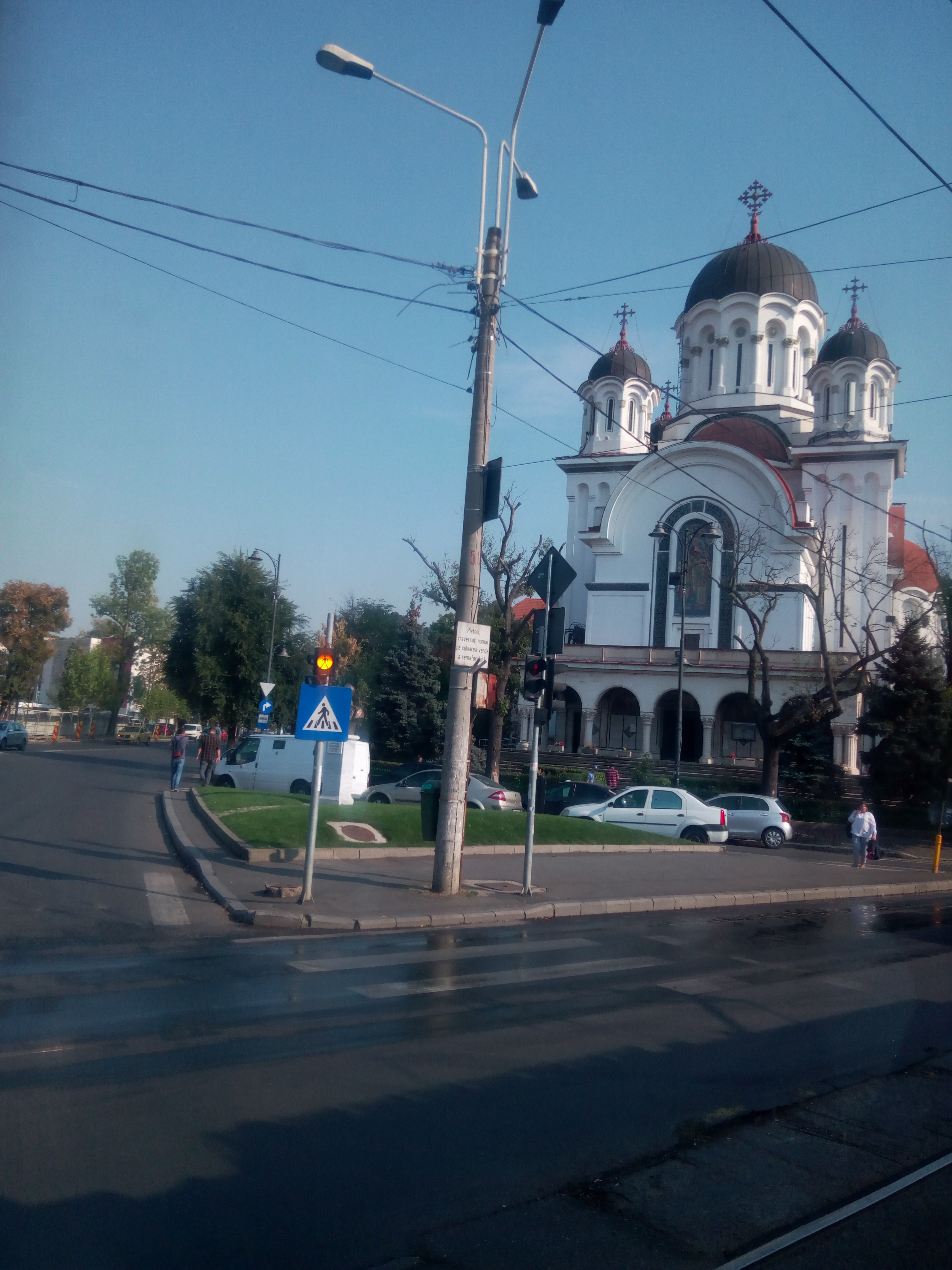
Vedere din intersecția Bd. Mărăști cu strada Alexandru Constantinescu
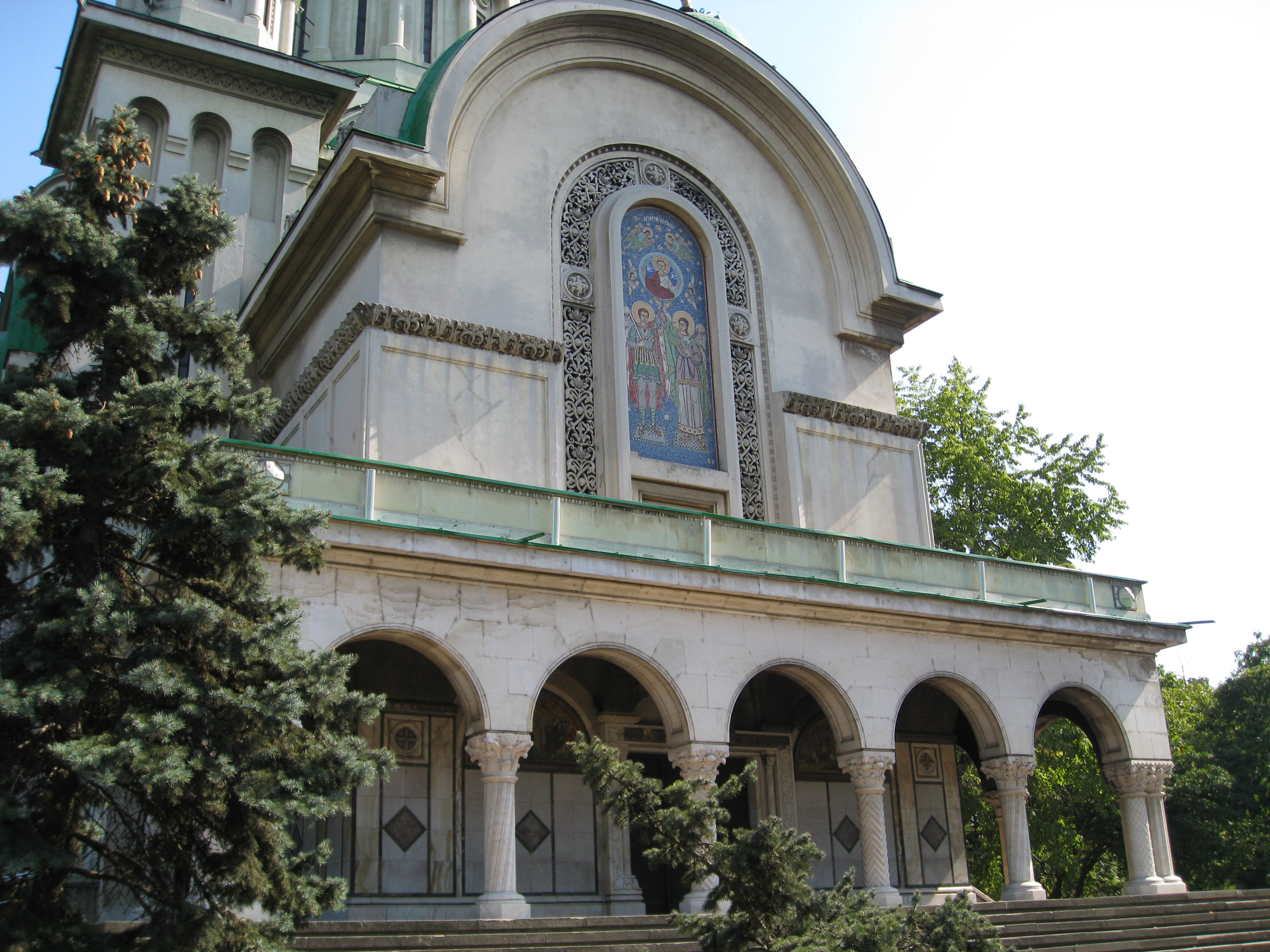
Faţada bisericii
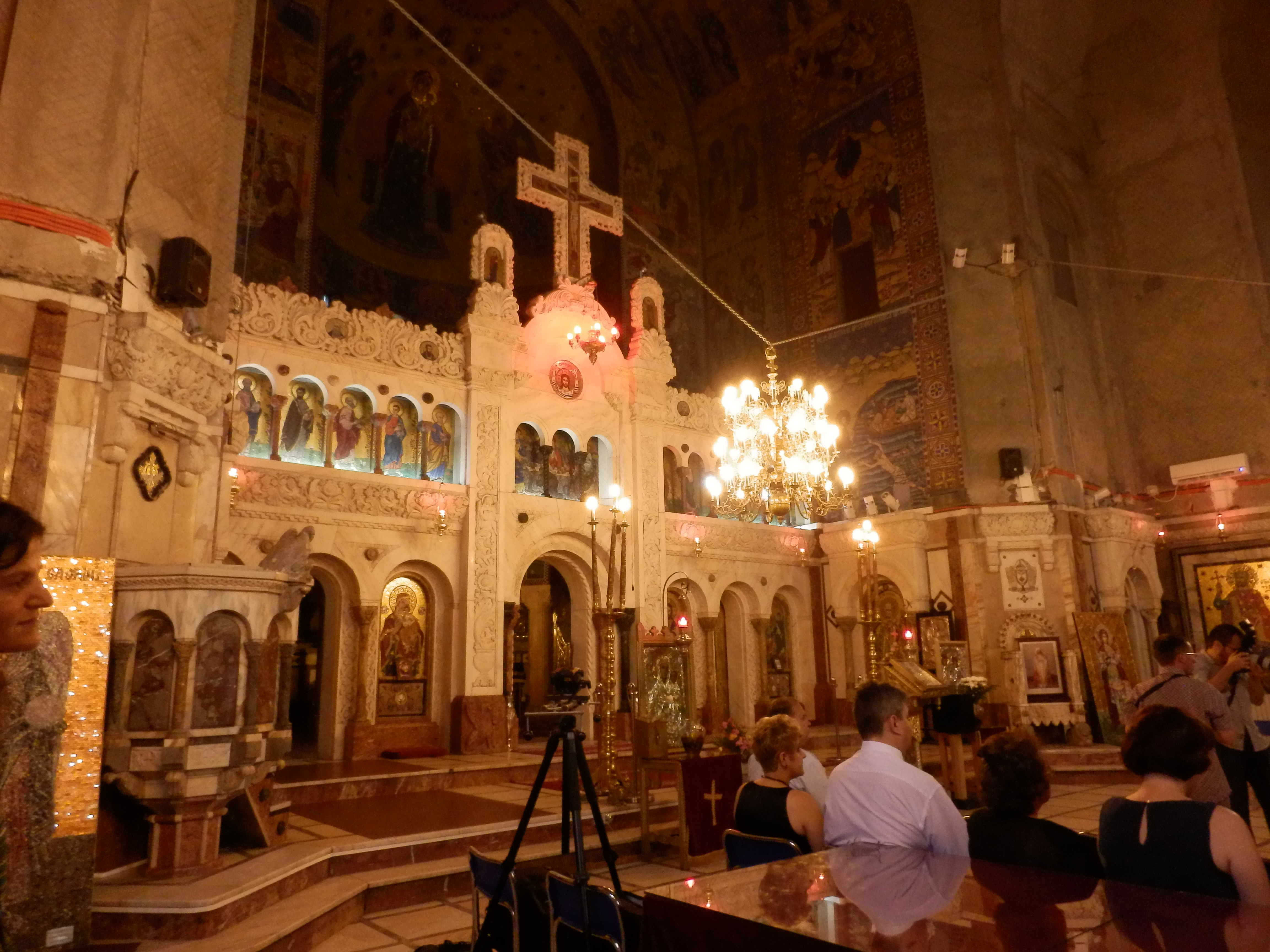
Interior (detaliu)
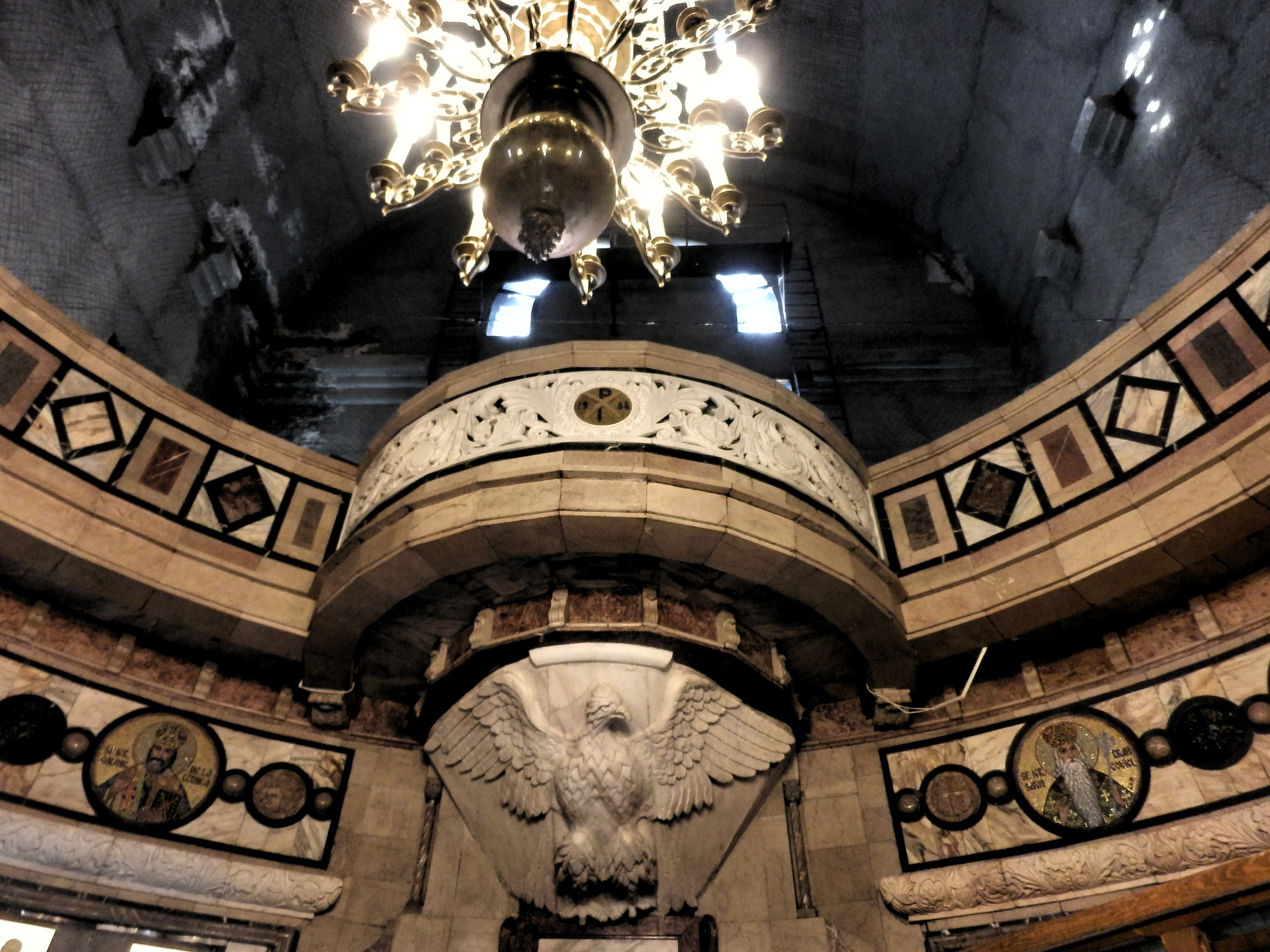
Interior (detaliu)

## Legăturiexterne
- Biserica Cașin - Site-ul bisericii Arhivat în 31 decembrie 2015, la Wayback Machine.
- Cașin, lăcașul cu renume de mănăstire - ziarullumina.ro